# Artabotrys maingayi
Artabotrys maingayi este o specie de plante angiosperme din genul Artabotrys, familia Annonaceae, descrisă de Joseph Dalton Hooker și Thomas Thomson. Conform Catalogue of Life specia Artabotrys maingayi nu are subspecii cunoscute.